# Pituophis catenifer pumilis
Sous-espèce
Synonymes
- Pituophis melanoleucus pumilis Stebbins, 1985
- Pituophis catenifer pumilis Stebbins, 1954
- Pituophis catenifer pumilis CROTHER, 2000
- Pituophis catenifer pumilis LOVICH et al., 2008
- Pituophis catenifer pumilus HIRSCHKORN & SKUBOWIUS, 2011

Statut de conservation UICN

 LC  : Préoccupation mineure
Pituophis catenifer pumilus est une sous-espèce de serpents de la famille des Colubridae. En français, elle peut être nommée Couleuvre à nez mince, Serpent-taupe ou Serpent-taureau, en anglais elle est nommée Santa Cruz Island Gopher snake.

## Étymologie
- Pituophis : Du grec - pitié « pin »  - serpent - faisant peut-être référence à l'habitat de sous-espèces nominatives sur la côte Est des États-Unis (la couleuvre des pins).
- catenifer[1] : Du latin - catena « chaîne » et ferre « porter ». - en référence au motif dorsal.
- pumilus[2] : Du latin - nain.

Le nom de l'espèce était à l'origine orthographié « pumilus » par Klauber en 1946 mais il a été changé en « pumilis » peu de temps après et « pumilis » a été utilisé par beaucoup.

## Répartition[4]
Cette sous-espèce se rencontre dans l'ouest des États-Unis dans deux (éventuellement trois) îles au sud de la côte de Santa Barbara, dans le parc national des Channel Islands (Channel Islands National Park) et comme son nom anglais Santa Cruz Island Gopher snake l'indique c'est une espèce endémique de l'île Santa Cruz, mais contrairement aux rapports antérieurs selon lesquels il n’existerait que sur cette île, elle se trouve également sur l’île de Santa Rosa.

## Description

### Morphologie
Pituophis catenifer pumilus, est une sous-espèce petite ou naine comme l’indique sa traduction latine, les adultes atteignent un peu plus de 90 cm de long, serpent avec des écailles fortement carénées, a une tête plutôt étroite qui n'est que légèrement plus large que le cou et qui, comparée aux autres races, a un museau court et aplati qui a la forme d'un bec arrondi sur la pointe. C'est un serpent constricteur non venimeux.

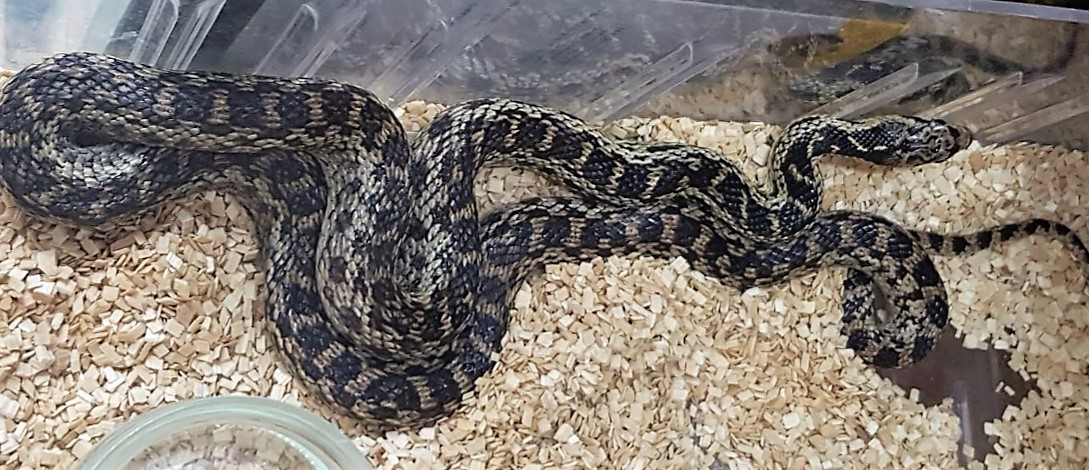
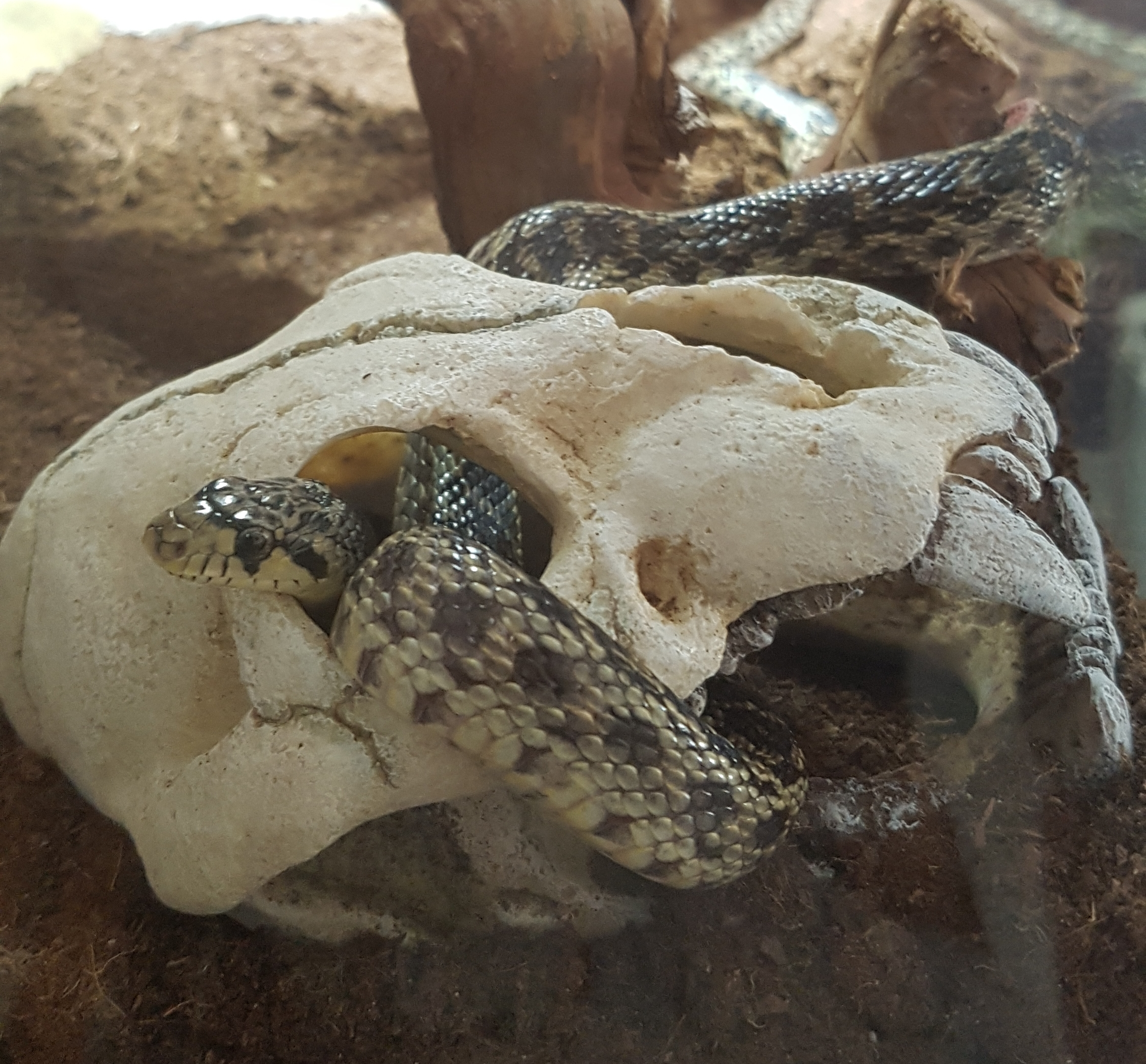
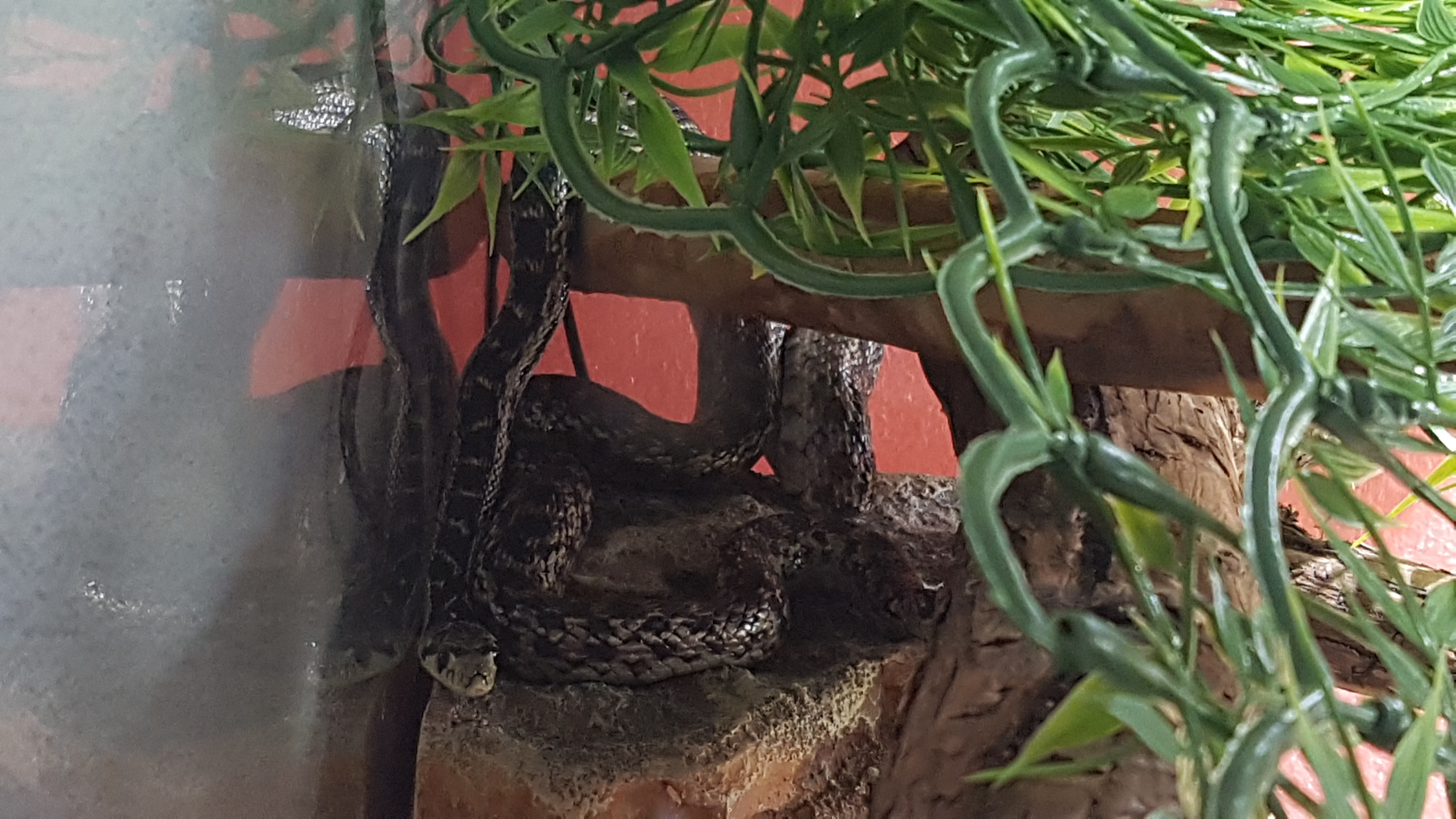

La couleur du dessus est olive, grisâtre ou brunâtre avec de petites taches sombres discrètes le long du dos et de plus petites marques sur les côtés.
Le dessous est pâle et légèrement moucheté.
L'arrière du cou est sombre.
Il y a généralement une bande sombre sur la tête devant les yeux et une bande sombre derrière chaque œil à l'angle de la mâchoire.
Les juvéniles ont tendance à avoir un profil plus sombre et plus compact que les adultes.

### Comportements
Lorsqu'elle est menacée, une couleuvre à nez mince fait plusieurs choses, parfois l'une après l'autre, notamment : 
- ramper rapidement pour s'échapper ou se cacher,
- rendre son corps rigide et plié afin qu'il ne soit pas remarqué ou perçu comme un serpent et frapper la menace afin de l'effrayer.

La couleuvre à nez mince adopte également un comportement défensif plus terrifiant, parfois le serpent élèvera son corps et le gonflera avec de l'air tout en aplatissant sa tête en forme de triangle, en sifflant fort et en secouant rapidement sa queue pour produire un bourdonnement.
Cet aplatissement de la tête et de la queue est généralement considéré comme une imitation d'un serpent à sonnette, mais la queue qui secoue pourrait ressembler à celle du serpent à sonnette qui prévient un animal qui pourrait représenter une menace pour le serpent.
Les couleuvres à nez mince ont une épiglotte spécialement développée qui augmente le bruit de leur sifflement lorsque l'air est forcé à travers la glotte.
Les couleuvres à nez mince sans danger et bénéfiques sont parfois confondues avec des crotales dangereux. Elles sont souvent tués inutilement à cause de cette confusion.

## Habitat
L'île Santa Cruz est topographiquement complexe. Les chaînes de montagnes grossières et les vallées profondes sont la norme, avec des plaines limitées. Une grande vallée centrale se situe entre deux chaînes de montagnes sur une grande partie de la longueur de l'île. Des tronçons de plage raisonnables se trouvent le long des rives sud et ouest de l'île.
En raison de la grande taille et de la quantité de variations géologiques de l'île, une grande variété végétales est présente. La sauge côtière, le Chaparral, et la pinède sont tous présents et sont des associations de plantes les plus susceptibles d'être utilisées par pumilus.

## Alimentation et méthode de chasse
En raison de la faune plus limitée des îles, la couleuvre Pituophis catenifer pumilus de Santa Cruz a une alimentation moins variée que les autres sous-espèces de couleuvres à nez mince. Leur régime alimentaire comprend probablement deux espèces endémiques de rongeurs, la souris sylvestre de Santa Cruz (Peromyscus maniculatus santacruz) et la souris Santa Cruz Harvest (Reithrodontomys megalotis santacruzae).
Cependant la Souris domestique introduite (Mus musculus) est sans aucun doute une de ses proies tout comme le Lézard à taches latérales (Uta stansburiana) également originaire de l'île de Santa Cruz, les œufs d'oiseaux et des oisillons. Les juvéniles prennent probablement de petits lézards, des souris et peut-être des insectes.
Les proies vivantes sont rapidement saisies et resserrées ,puissante elle les tue en les étouffant par constriction ou en pressant l'animal contre les murs de son terriers.
Cette espèce est capable de resserrer facilement plusieurs proies.

## État de conservation
La prolifération du bétail sauvage tel que les moutons et les porcs peut avoir eu un impact sur les populations de ce serpent en modifiant la végétation et le paysage. On sait également que les porcs mangent des serpents. Des tentatives ont été faites pour éliminer ou éradiquer ces espèces introduites.